# Shibori

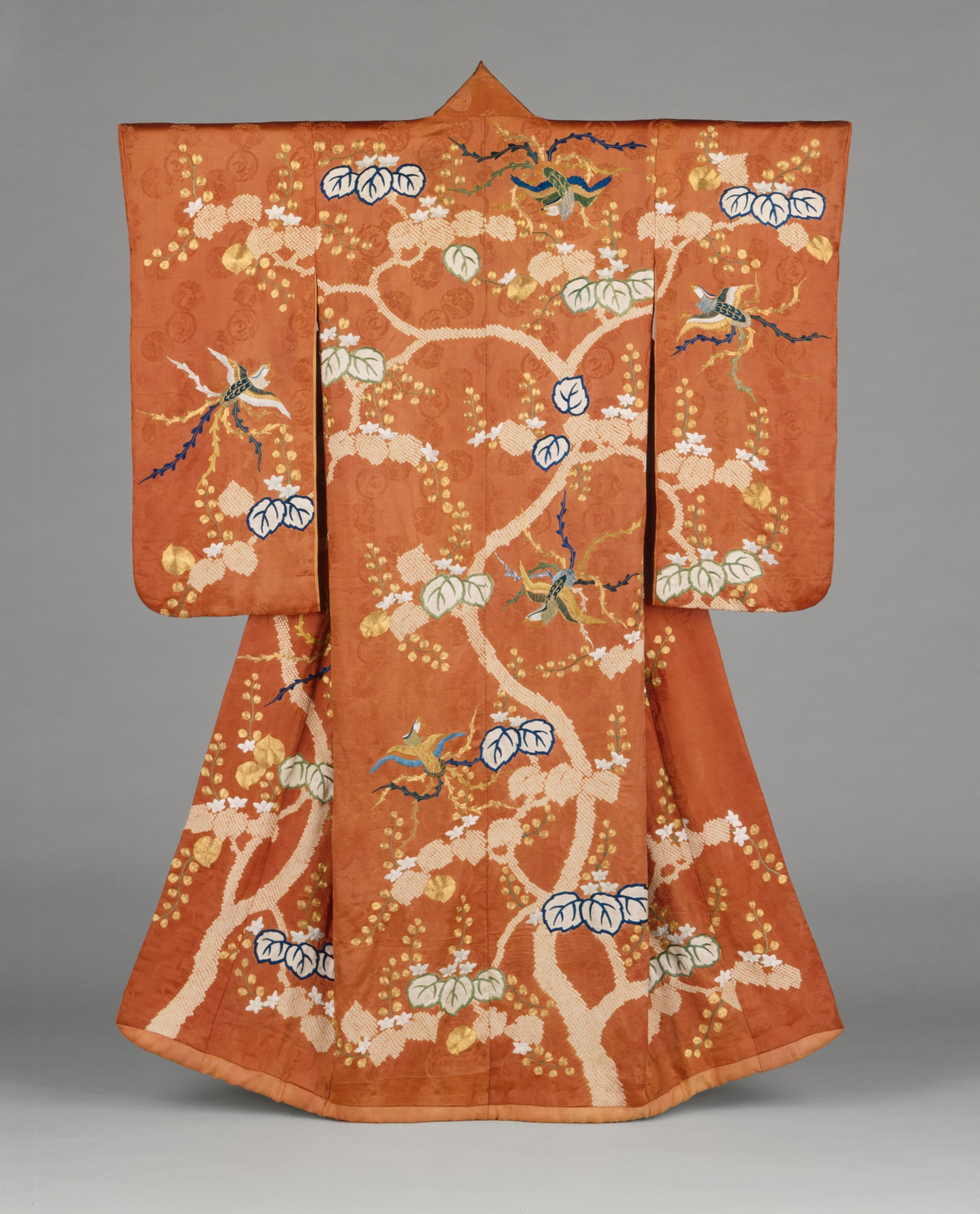
Robe einer jungen Frau. Tie-Dyeing (Boshi und Kanoko Shibori) und Seiden- und Metallfadenstickerei auf rot-orange gemustertem Seidensatin (Rinzu); Ende des 18. bis Anfang des 19. Jahrhunderts

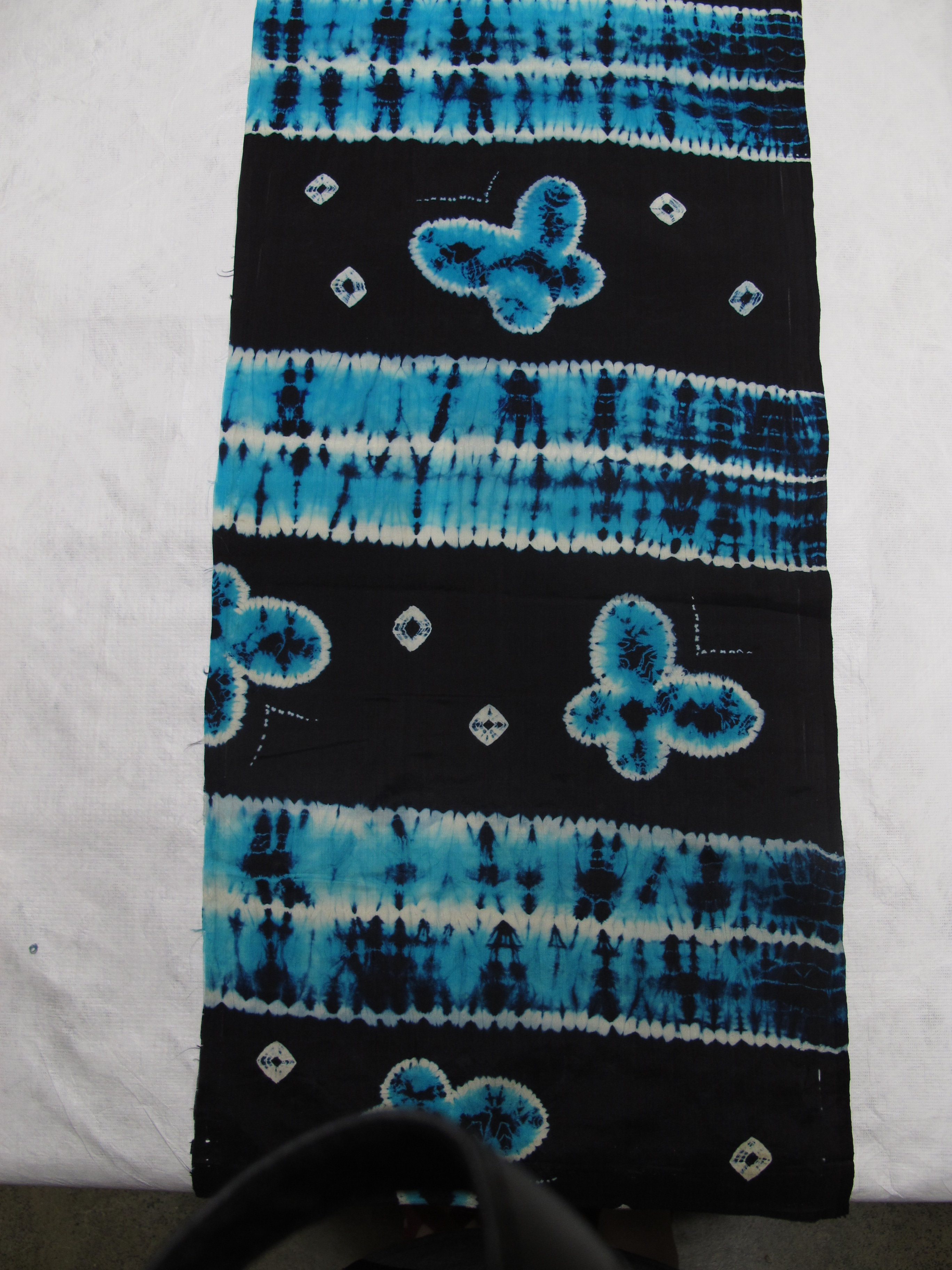
Schal aus Seide. Shiboritechnik

Shibori ist eine japanische manuelle Färbetechnik, die eine Reihe verschiedener Muster auf Stoffen erzeugt. Shibori (絞り), von shiboru (絞る), „auspressen“ oder „auswringen“, bezeichnet eine Technik der Stofffärbung und ähnelt der als Batik bezeichneten Technik. Dort, wo ein Stoff mit Schnüren abgebunden wird, kann er keine Farbe aufnehmen. So entstehen dekorative und vielseitige Muster. Bei dem japanischen Shibori wird aber der Stoff nicht nur gebunden, sondern auch gewickelt, gefaltet, gepresst oder genäht. Mithilfe dieser Techniken erzielt man eine Vielfalt an Mustern wie Kreise, Vielecke, Streifen, Karos oder Blumen auf den so bearbeiteten Stoffen.
Das Besondere an Shibori ist, dass die Dreidimensionalität und die Textur des Stoffes hervorgehoben wird. Da es bis zum 20. Jahrhundert in Japan keinen weit verbreiteten Zugang zu vielen Arten von Stoffen und Farben gab, waren die bis dahin verfügbaren Stoffe meist Seide, später Baumwolle und der Hauptfarbstoff war Indigo und in geringerem Maße der Saft roter Rüben.

## Geschichte
Es gibt einige Diskussionen über den Ursprung von Shibori als Technik in Japan und über das genaue Herkunftsland einiger der frühesten erhaltenen Beispiele. Eine der frühesten schriftlichen Beschreibungen von Shibori stammt aus dem Jahr 238 n. Chr., wo im chinesischen Dokument Chronicles of the Clans of Wie aufgezeichnet wurde, dass die japanische Königin Himiko dem Kaiser der Wei-Dynastie über zweihundert Meter "geflecktes Tuch" schenkte. Die frühesten erhaltenen Exemplare von Shibori-gefärbten Stoffen stammen aus der Mitte des 8. Jahrhunderts und wurden 756 n. Chr. nach dem Tod von Kaiser Shōmu dem buddhistischen Tōdai-ji-Tempel in Nara gespendet.
1608 begann Shibori in der Stadt Arimatsu an der Handelsstraße Tōkaidō zwischen Edo – dem heutigen Tokio – und Kyoto und wurde als eine lokale Besonderheit bekannt. Die Herstellung und der Verkauf des Stoffes außerhalb von Arimatsu wurde durch den damaligen Feudalherrn der Region verboten und daher entwickelte sich das Färben hier zu einer beträchtlichen Industrie.
In Japan haben sich über die Jahrhunderte unterschiedliche Techniken des Shibori entwickelt und es wurde fast zu einer eigenen Kunstform. Aufgrund des technischen Fortschritts geriet diese wie viele traditionelle Künste jedoch immer weiter in Vergessenheit. Gegen Ende der 1980er Jahre drohte das Shibori-Handwerk in Japan fast vollständig auszusterben und um dies zu verhindern, schlossen sich einige Künstler zu der Vereinigung des World Shibori Networks zusammen. 1992 hielten sie erstmals das International Shibori Symposium in Nagoya ab.

## Techniken
Die gewählte Technik und das resultierende gefärbte Gewebe hängen sowohl von der Art des Gewebes als auch vom verwendeten Farbstoff ab. Shibori verlangt nach einem geschmeidigen und leicht zu handhabenden Stoff, wobei einige historische Färbetechniken wie die ursprüngliche Technik des Tsujigahana heute nicht mehr angewandt werden können, da der für die Technik erforderliche Stoff nicht mehr hergestellt wird.

### Arashi Shibori
Arashi ist das japanische Wort für Sturm. Die Muster in Arashi Shibori sind immer diagonal, was auf den Schlagregen eines schweren Sturms symbolisiert. Arashi Shibori ist eine Technik, bei der Stoff diagonal um eine Stange gewickelt wird. Danach wird der Stoff fester gebunden, indem ein Faden an der Stange auf und ab gewickelt wird. Das Ergebnis ist ein plissiertes Tuch mit einem diagonalen Design.

### Itajime Shibori
Itajime Shibori ist eine Technik bei der traditionell der Stoff zwischen zwei Holzstücken eingeklemmt wird, die mit einer Schnur an Ort und Stelle gehalten werden. Moderne Textilkünstler gestalten Formen auch aus Acryl oder Plexiglas, die verhindern, dass der Farbstoff in den bedeckten Stoff eindringt.

### Kanoko Shibori
Bestimmte Stoffteile werden mit einem Faden gebunden, um ein gewünschtes Muster zu erzielen. Das Muster hängt davon ab, wie fest und wo das Tuch gebunden ist. Wenn das Tuch zuerst gefaltet und dann gebunden wird, sind die resultierenden Kreise von der verwendeten Falte in einem Muster abhängig.

### Kumo Shibori
Bei dieser Technik werden Teile des Stoffes sehr fein und gleichmäßig gefaltet. Dann wird das Tuch in sehr engen Abschnitten gebunden, womit ein spinnenartiges Design entsteht.

### Miura Shibori
Miura Shibori ist auch als Loop-Bindung bekannt. Mit einer Hakennadel werden Teile eines Stoffes gezupft und zweimal mit einem Faden umwickelt. Da der Faden nicht geknotet ist, hält die Spannung des Fadens die Abschnitte an Ort und Stelle. Der resultierende gefärbte Stoff weist ein wasserähnliches Design auf. Diese Technik wird häufig verwendet, da kein Knoten verwendet wird und damit sehr leicht zu binden und zu lösen ist.

### Nui Shibori
Nui Shibori enthält genähte Shibori. Mit einem Faden wird ein einfacher Laufstich auf einem Stoff ausgeführt und dann festgezogen, um den Stoff zu sammeln. Der Faden muss sehr fest gezogen werden und oft wird ein Holzdübel verwendet, um ihn fest genug zu ziehen. Jeder Faden wird vor dem Färben durch Verknoten gesichert. Diese Technik ermöglicht eine bessere Kontrolle des Musters und eine größere Vielfalt von Mustern, ist jedoch viel zeitaufwendiger.

## Bildergalerie

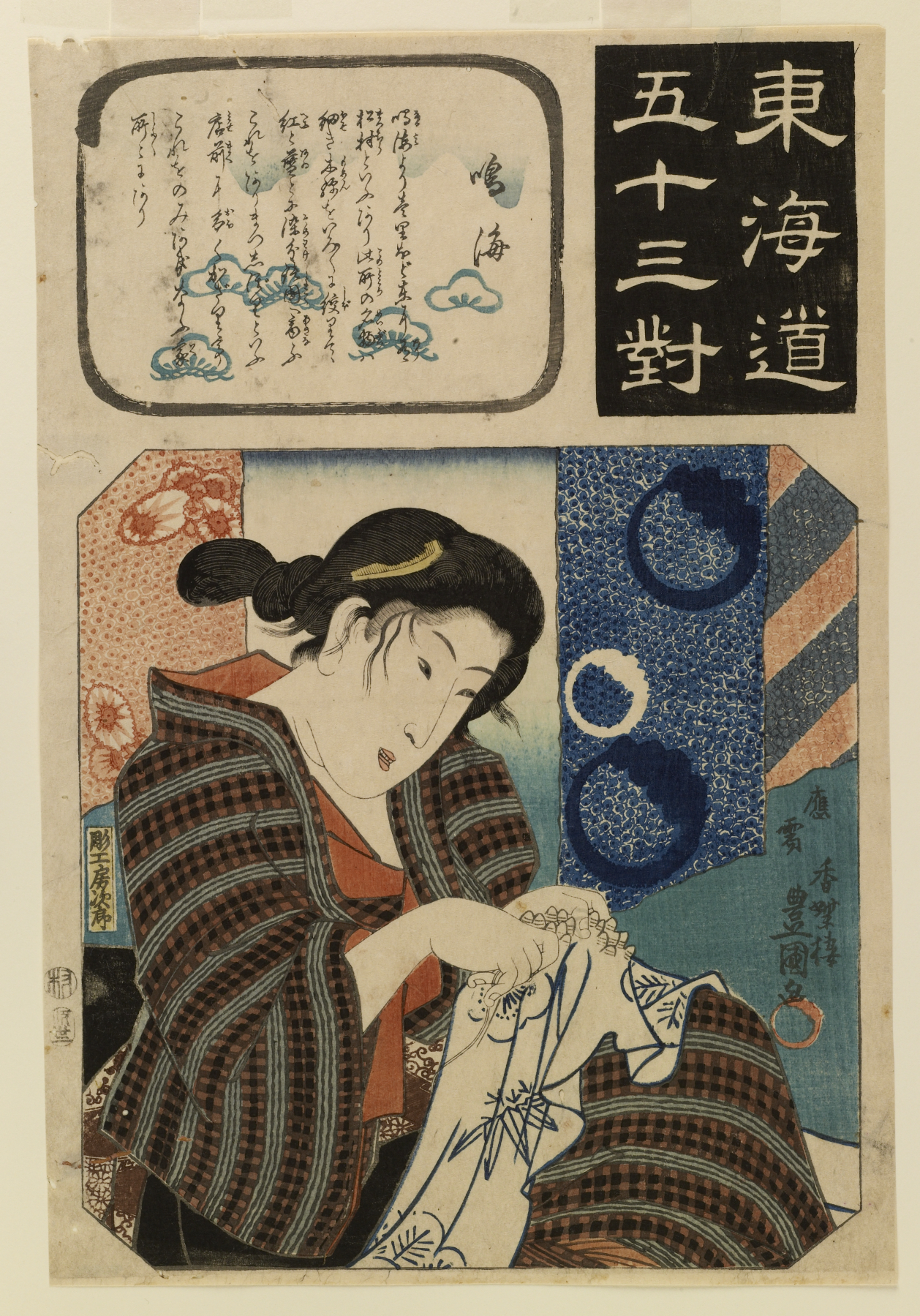
Stoff wird fest um kleine Kieselsteine gebunden, wodurch weiße kreisförmige Muster entstehen. Beispiele für Shibori-Kleidung hängen im Hintergrund
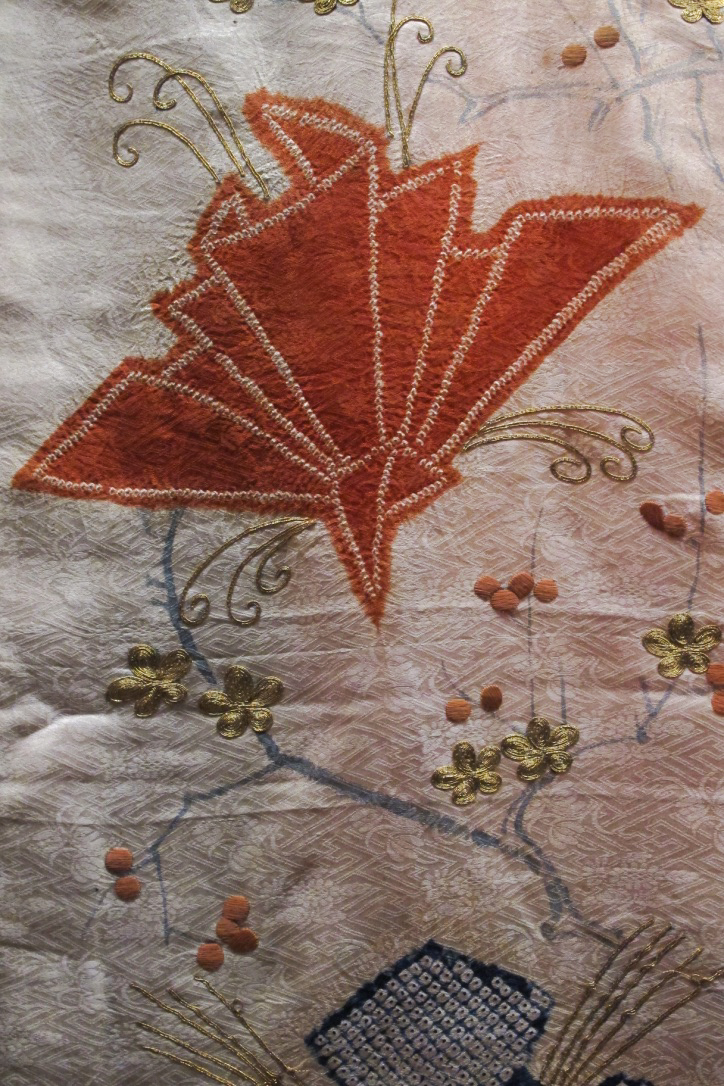
Erste Hälfte des 19. Jahrhunderts: Zeremonielle Knoten (Noshi), Pflaumenbäume und Schmetterlingsmuster. Shibori und Stickerei auf weißem Seidendamast
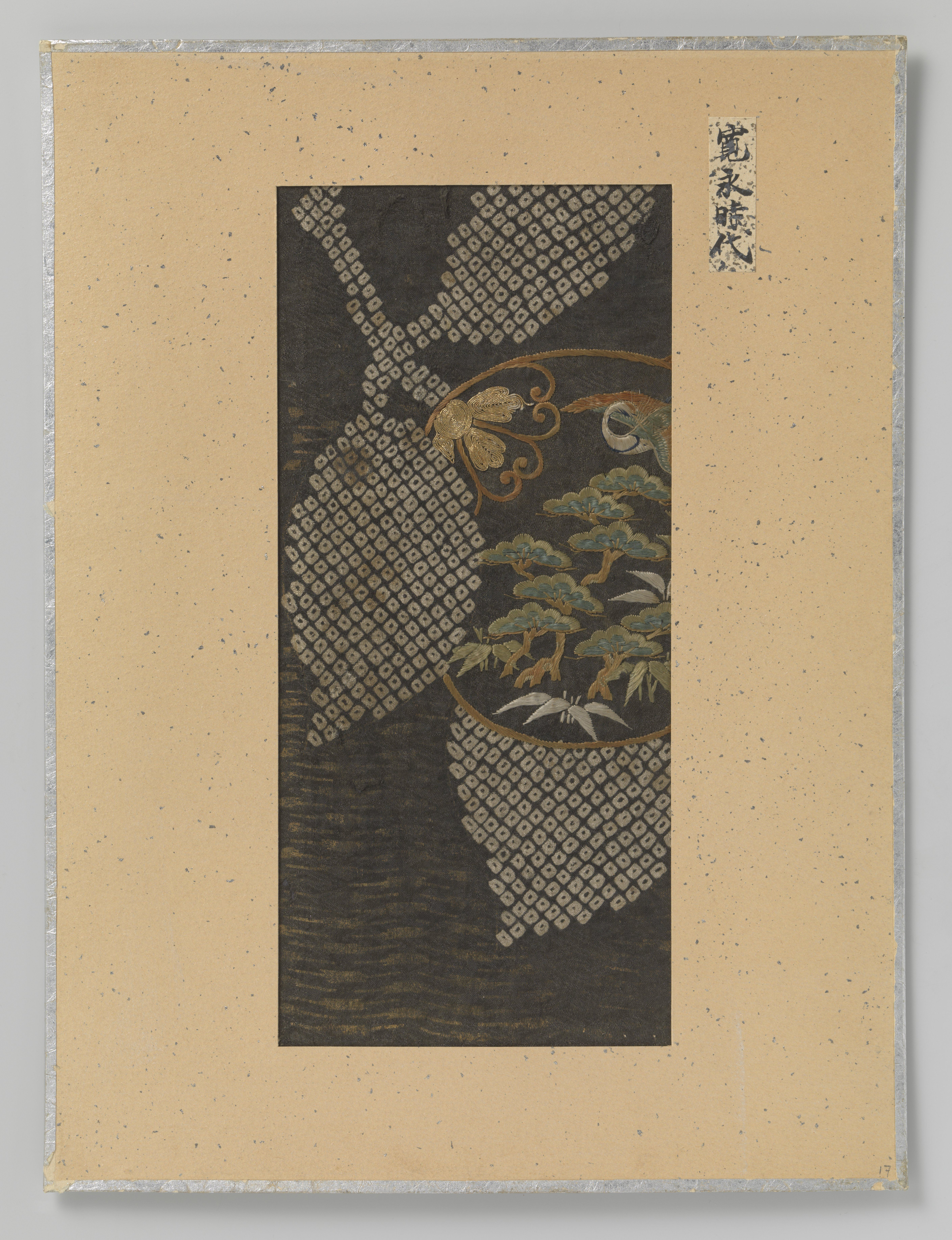
Textilfragment mit Stickerei und Shibori-Zonen auf schwarzem Damast
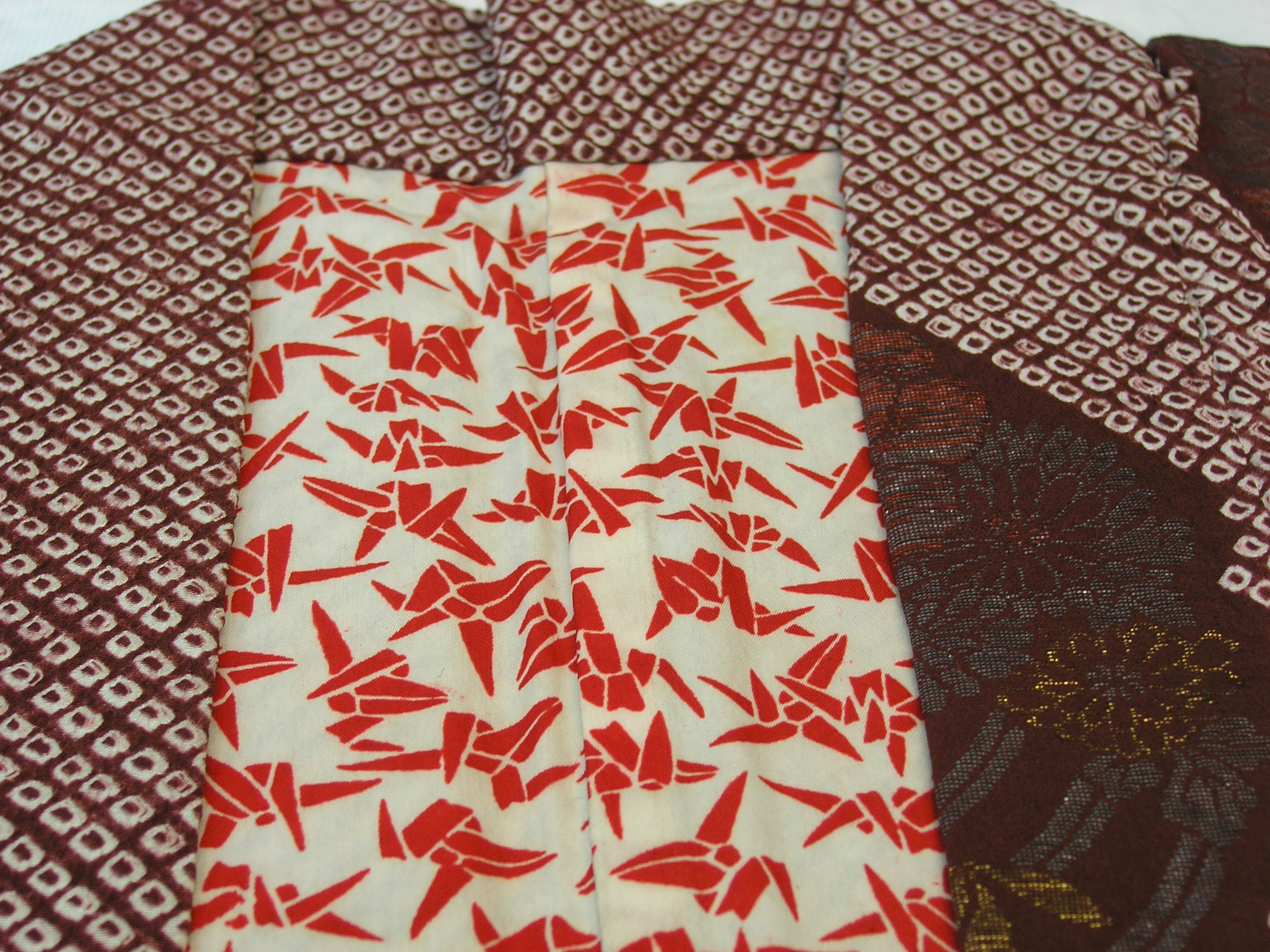
Kastanienbraunes kurzes Seidengewand, weiße Shibori-Flecken und große Rondelle oder brokatierte Blumenmuster, teilweise gefüttert.
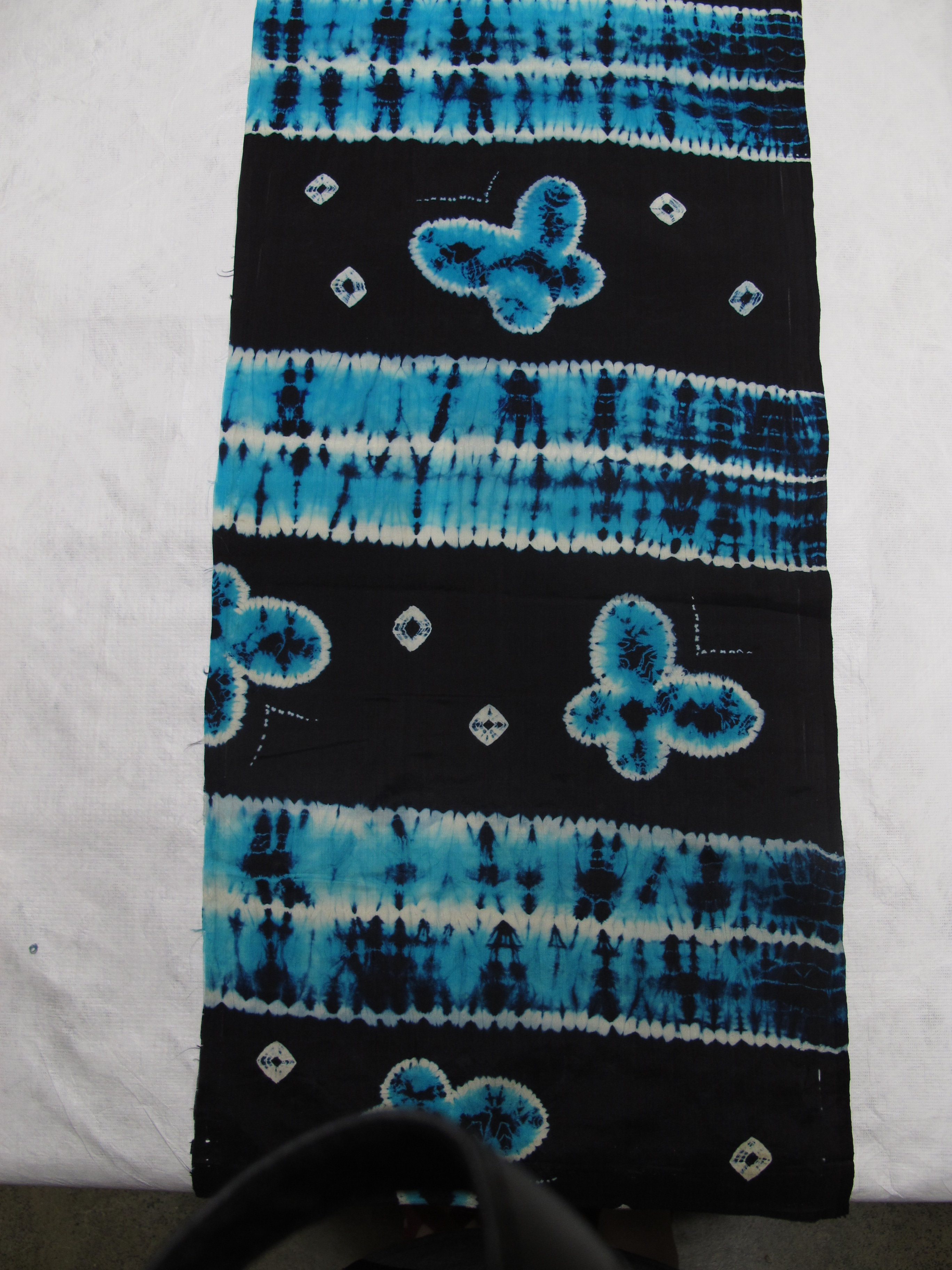
Schal aus Seide: dunkelblauer Grund mit hellblauen und weißen Mustern, Japan 1912–1926
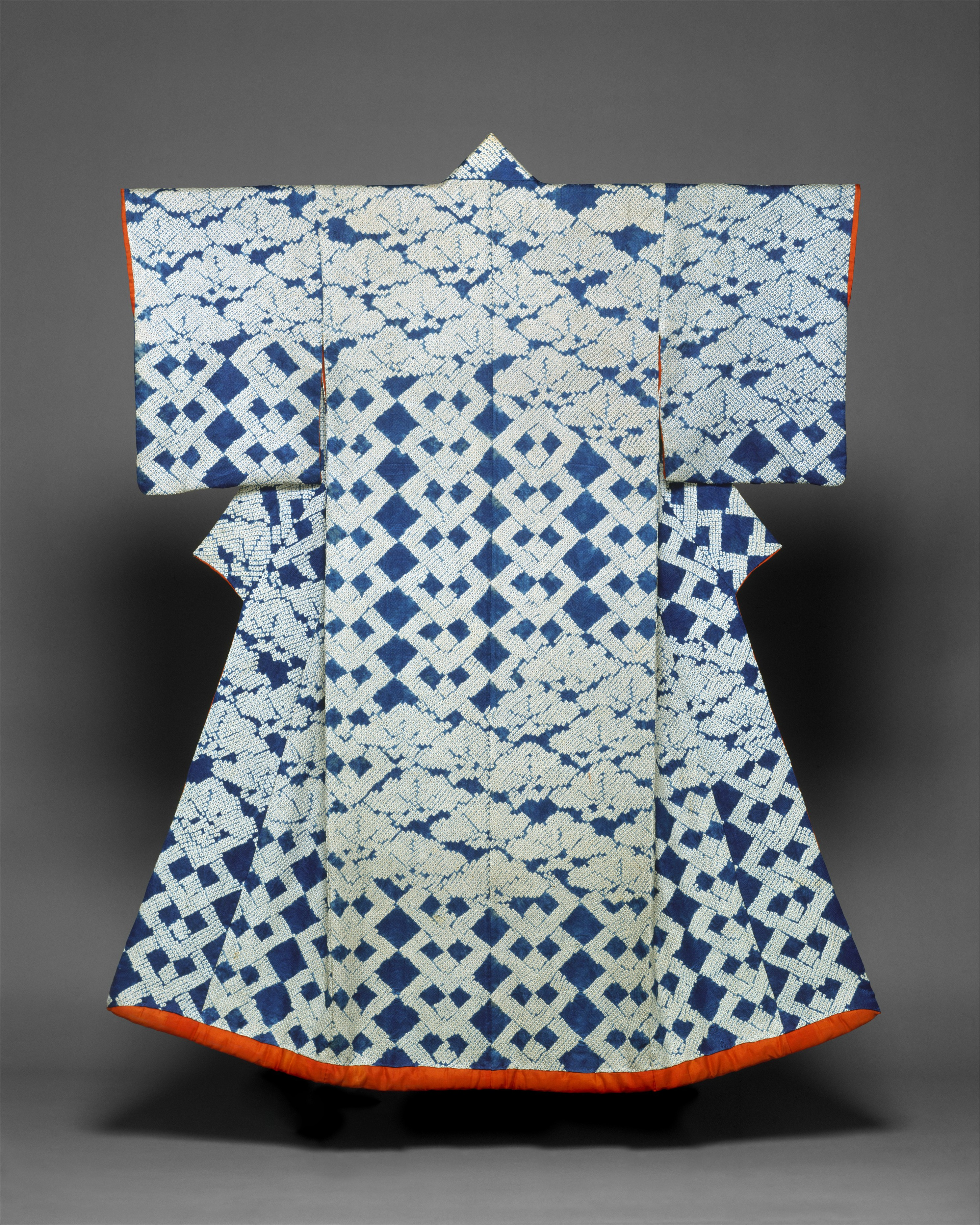
Shibori auf gemustertem Seidensatin (Rinzu), 18. Jahrhundert, Metropolitan Museum of Art